# Anacampserotaceae
Anacampserotaceae Eggli & Nyffeler, 2010 è una famiglia di piante angiosperme dell'ordine Caryophyllales.

## Tassonomia
La famiglia comprende i seguenti generi:
- Anacampseros L.
- Grahamia Gillies ex Hook. & Arn.
- Talinopsis A.Gray